# Daiya Maekawa
Daiya Maekawa (前川 黛也, Maekawa Daiya), né le 8 septembre 1994 à Kobe (Japon), est un footballeur international japonais qui évolue actuellement au poste de gardien de but au Vissel Kobe.

## Biographie
Maekawa né à Kobe dans la Préfecture de Hyōgo dont son pére est Kazuya Maekawa.

### Université du Kansai puis le Vissel Kobe
Maekawa, après avoir obtenu son diplôme a l'Université du Kansai, il signe au Vissel Kobe en 2017. dont il est le gardien remplacent avec l'arrivée en 2019 de Hiroki Iikura et c'est lors de la saison 2023 est du départ de Iikura qu'il devient le numéro 1 du Vissel Kobe.

### En sélection nationale
Le 16 novembre 2023 à l'occasion des Éliminatoires de la Coupe du monde 2026, Suzuki joue son premier match en équipe du Japon face à la Birmanie pour une victoire 5-0. Le 1er janvier 2024, il est retenu dans la liste des vingt-six joueurs japonais sélectionnés par Hajime Moriyasu pour disputer la Coupe d'Asie des nations 2023.

## Statistiques

### En club
| Saison                | Club                  | Championnat           | Championnat | Championnat | Coupe nationale | Coupe nationale | Coupe de la Ligue | Coupe de la Ligue | Supercoupe | Supercoupe | Compétition(s) continentale(s) | Compétition(s) continentale(s) | Compétition(s) continentale(s) | Total | Total |
| Saison                | Club                  | Division              | M.          | B.          | M.              | B.              | M.                | B.                | M.         | B.         | Comp.                          | M.                             | B.                             | M.    | B.    |
| 2017                  | Vissel Kobe           | J1 League             | 0           | 0           | 0               | 0               | 0                 | 0                 | -          | -          | -                              | -                              | -                              | 0     | 0     |
| 2018                  | Vissel Kobe           | J1 League             | 4           | 0           | 1               | 0               | 7                 | 0                 | -          | -          | -                              | -                              | -                              | 12    | 0     |
| 2019                  | Vissel Kobe           | J1 League             | 8           | 0           | 1               | 0               | 4                 | 0                 | -          | -          | -                              | -                              | -                              | 13    | 0     |
| 2020                  | Vissel Kobe           | J1 League             | 15          | 0           | -               | -               | 0                 | 0                 | 0          | 0          | ACL                            | 5                              | 0                              | 20    | 0     |
| 2021                  | Vissel Kobe           | J1 League             | 19          | 0           | 1               | 0               | 4                 | 0                 | -          | -          | -                              | -                              | -                              | 24    | 0     |
| 2022                  | Vissel Kobe           | J1 League             | 18          | 0           | 0               | 0               | 1                 | 0                 | -          | -          | ACL                            | 6                              | 0                              | 25    | 0     |
| 2023                  | Vissel Kobe           | J1 League             | 34          | 0           | 1               | 0               | 4                 | 0                 | -          | -          | -                              | -                              | -                              | 39    | 0     |
| 2024                  | Vissel Kobe           | J1 League             | 37          | 0           | 1               | 0               | -                 | -                 | 1          | 0          | ACLE                           | 0                              | 0                              | 39    | 0     |
| 2025                  | Vissel Kobe           | J1 League             | 8           | 0           | -               | -               | -                 | -                 | -          | -          | ACLE                           | 7                              | 0                              | 15    | 0     |
| Total sur la carrière | Total sur la carrière | Total sur la carrière | 143         | 0           | 5               | 0               | 20                | 0                 | 1          | 0          | -                              | 18                             | 0                              | 187   | 0     |

### En sélection
| Saison                | Sélection             | Phases finales        | Phases finales | Phases finales | Phases finales | Éliminatoires | Éliminatoires | Éliminatoires | Éliminatoires | Amicaux | Amicaux | Amicaux | Total | Total | Total |
| Saison                | Sélection             | Comp.                 | M.             | B.             | P.d.           | Comp.         | M.            | B.            | P.d.          | M.      | B.      | P.d.    | M.    | B.    | P.d.  |
| --------------------- | --------------------- | --------------------- | -------------- | -------------- | -------------- | ------------- | ------------- | ------------- | ------------- | ------- | ------- | ------- | ----- | ----- | ----- |
| 2020-2021             | Japon                 | -                     | -              | -              | -              | CdM 2022      | 0             | 0             | 0             | 0       | 0       | 0       | 0     | 0     | 0     |
| 2021-2022             | Japon                 | -                     | -              | -              | -              | CdM 2022      | -             | -             | -             | -       | -       | -       | 0     | 0     | 0     |
| 2022-2023             | Japon                 | Coupe du monde 2022   | -              | -              | -              | -             | -             | -             | -             | -       | -       | -       | 0     | 0     | 0     |
| 2023-2024             | Japon                 | Coupe d'Asie 2023     | 0              | 0              | 0              | CdM 2026      | 2             | 0             | 0             | 0       | 0       | 0       | 2     | 0     | 0     |
| Total sur la carrière | Total sur la carrière | Total sur la carrière | 0              | 0              | 0              | -             | 2             | 0             | 0             | 0       | 0       | 0       | 2     | 0     | 0     |

Le tableau suivant liste les rencontres de l'équipe du Japon dans lesquelles Daiya Maekawa a été sélectionné depuis le 16 novembre 2023 jusqu'à présent :

## Palmarès

### En club
| Vissel Kobe (3) |
| --- |
| - Championnat du Japon (1) - Champion en 2023 - Coupe du Japon (1) - Vainqueur en 2019 - Supercoupe du Japon (1) - Vainqueur en 2020 |